# Dušan Tittel
Dušan Tittel (* 27. Dezember 1966 in Námestovo) ist ein ehemaliger slowakischer Fußballspieler, der erst in der Tschechoslowakischen Fußballnationalmannschaft, dann in der Slowakischen Fußballnationalmannschaft gespielt hat, heute ist er Fußballfunktionär.
Tittel hat seine Schul- und Lehrzeit in der slowakischen Hauptstadt verbracht; erst das Gymnasium von 1980 bis 1984, dann hat er die Wirtschaftsuniversität Bratislava absolviert und zuletzt beendete er auf der Fakultät für Sportwissenschaften der Comenius-Universität Bratislava sein Trainerstudium.

## Vereinslaufbahn
Tittel spielte in seiner Jugend erst für den MFK Dolný Kubín. Mit 16 Jahren wechselte er zur Juniorenmannschaft von TJ Slovan Bratislava CHZJD, für die A-Mannschaft von Slovan spielte er erstmals in Jahren 1988 bis 1991, dann wechselte er für eineinhalb Jahre nach Südfrankreich zum Olympique Nîmes, danach folgten die besten vier Jahre und sechs Monate beim Slovan, er wurde mit der Mannschaft dreimal Meister der Slowakei und dreimal war er in der Slowakei Fußballer des Jahres. Danach folgten zwei Jahre beim Erzrivalen von Slovan, beim FC Spartak Trnava. Nach eineinhalb Spielzeiten in Zypern bei Omonia Nikosia spielte er noch bei Slovan die Rückrunde der Saison 2000/2001 und  beendete dann seine Spielerlaufbahn.

## Nationalmannschaft
Tittel spielte in den Jahren 1990 und 1991 in elf Spielen in der tschechoslowakischen Nationalmannschaft. Für die Slowakei spielte er in den Jahren 1994 bis 1998 in 44 Spielen und erzielte sieben Tore.

## Funktionärslaufbahn
Tittel war beim Slovan Trainer und Manager auf verschiedenen Posten, in Jahren 2002 bis 2006 war er Generalsekretär des Slowakischen Fußballverbands. Im Januar 2011 wurde er zum Präsidenten der slowakischen Union des Ligaklubs gewählt.

## Erfolge
- Meister der Slowakei: 1993/1994, 1994/1995, 1995/1996
- Gewinner des Slowakischen Pokals: 1989, 1994, 1997, 1998
- Meister der Zyperns: 2000/2001
- Slowakischer Fußballer des Jahres: 1995, 1996, 1997